# Patsy Kensit
Patsy Kensit née Patricia Jude Francis Kensit le 4 mars 1968 à Hounslow en Angleterre, est une actrice et chanteuse britannique. Ayant débuté sa carrière en tant qu'enfant star, Patsy  Kensit se fait remarquer en jouant dans une série de publicités pour les petits pois surgelés Birds Eye. Elle joue ensuite dans des films tels que Gatsby le Magnifique (1974), Gold (1974), Alfie Darling (en) (1975), Hennessy (en) (1975), L'Oiseau bleu (1976) et Guerre et Passion (1979). En 1983, elle forme et devient la chanteuse principale du groupe pop Eighth Wonder, qui sort les tubes I'm Not Scared et Cross My Heart (en) avant de se séparer en 1989.
Elle connaît un nouveau succès dans son rôle révélateur (en) de Suzette dans le film musical Absolute Beginners (1986) et dans celui de Rika van den Haas dans L'Arme fatale 2 (1989), avant de jouer dans les films Blue Tornado (en) (1991), Timebomb (1991), Twenty-One (en) (1991), Méli-mélo à Venise (1992), Entre deux feux (1993), Full Eclipse (1993), Des anges et des insectes (1995), Love and Betrayal: The Mia Farrow Story (en) (1995) et Grace of My Heart (1996).
Après son retour à la télévision, entre 2004 et 2006, Patsy Kensit incarne le rôle de Sadie King (en) dans le feuilleton télévisé Emmerdale diffusé sur ITV, puis celui de Faye Morton (en) dans la série médicale Holby City diffusée sur BBC One de 2007 à 2010, et à nouveau dans un épisode en 2019.

## Biographie
Elle est la deuxième fille de James Henry et de l'attachée de presse Margaret Rose Kensit.
Dans son premier film, Gatsby le Magnifique en 1974, elle joue la fille de Mia Farrow. Quelques années plus tard, elle campe Mia Farrow dans sa biographie.
En 1988, elle est la chanteuse du groupe pop Eighth Wonder qui connaît un succès éphémère mais planétaire avec le tube I'm Not Scared, écrit et produit par l'un des plus prolifiques duos anglais, les Pet Shop Boys. Elle a chanté un duo avec Eros Ramazzotti, La luce buona delle stelle.
Au cinéma, elle a un rôle notable dans L'Arme fatale 2 (1989). Depuis 2003, elle joue principalement dans des séries télévisées.
En 2015, elle participe à l'émission Celebrity Big Brother 15.

### Vie familiale

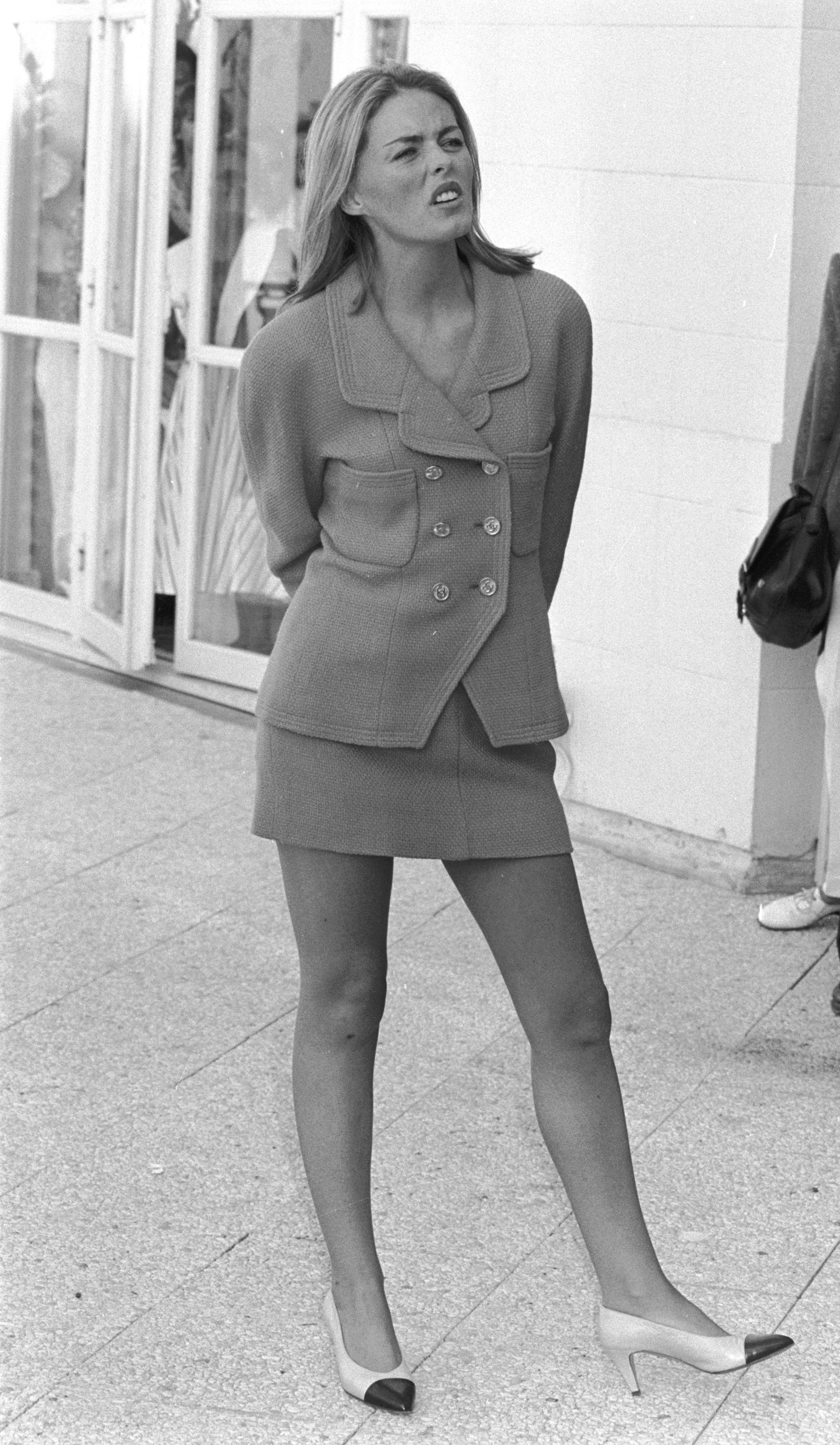
Patsy Kensit en France (1991).

Patsy Kensit s'est mariée quatre fois. Son premier mari Dan Donovan (en) fait partie du groupe Big Audio Dynamite. Son deuxième époux Jim Kerr est le chanteur et compositeur du groupe Simple Minds, avec qui elle a un fils, James. Son troisième mari Liam Gallagher est le chanteur du groupe Oasis avec lequel elle a un fils Lennon, qui a pour marraine Elizabeth Hurley. Son quatrième mari Jeremy Healy (en) est un DJ anglais.

### Récompenses
Elle gagne le 7 juin 2005 un Glammy Award décerné par le magazine britannique Glamour qui récompense la femme de l'année.

## Filmographie

### Cinéma
- 1974 : Gatsby le Magnifique : Pamela Buchanan
- 1974 : Gold : La petite fille au réveillon (non crédité)
- 1975 : Alfie Darling : Penny
- 1975 : Le Grand Défi (Hennessy) : Angie Hennessy
- 1976 : L'Oiseau bleu : Mytyl
- 1978 : Lady Oscar : Oscar enfant
- 1979 : Guerre et Passion : Sarah Sellinger
- 1979 : Quincy's Quest : Jennifer
- 1986 : Absolute Beginners : Suzette
- 1986 : Don Bosco : Lina
- 1989 : A Chorus of Disapproval : Linda Washbrook
- 1989 : L'Arme fatale 2 : Rika Van Den Haas
- 1990 : Der Skipper : Su
- 1990 : Chicago Joe et la Showgirl (Chicago Joe and the Showgirl) : Joyce Cook
- 1990 : Double Arnaque : La femme malade dans le train
- 1991 : Blue Tornado : Isabella
- 1991 : Timebomb : Dr. Anna Nolmar
- 1991 : Twenty-One : Katie
- 1991 : Beltenebros : Rebeca
- 1992 : Méli-mélo à Venise (Blame It on the Bellboy) : Caroline Wright
- 1993 : Entre deux feux (Bitter Harvest) : Jolene
- 1993 : Full Eclipse
- 1994 : Le Tour d'écrou : Jenny
- 1995 : Kleptomania : Julie
- 1995 : Des anges et des insectes : Eugenia Alabaster Adamson
- 1995 : Tunnel Vision : Kelly Wheatstone
- 1996 : Grace of My Heart : Cheryl Steed
- 1999 : Janice l'intérimaire (Janice Beard 45 WPM) : Julia
- 2000 : Best : Anna
- 2002 : The One and Only : Stella
- 2002 : Bad Karma : Maureen Hatcher
- 2003 : Sombres secrets (Darkness Falling) : Vicki
- 2003 : Shelter Island : Alexandria
- 2003 : Viens voir papa ! : Heather McKay (vidéo)
- 2004 : The Pavilion : Clara Huddlestone
- 2006 : Played : Cindy
- 2007 : L'Empire des Elfes : Rachel (vidéo)
- 2021 : The Pebble and the Boy : Sonia
- 2022 : Renegades (en) : Judy
- 2024 : A Gangster's Kiss : Crassus

### Télévision

#### Séries télévisées
- 1993 : Les Contes de la crypte : Bridget (saison 5 épisode 2)
- 2004-2006 : Emmerdale : Sadie King (147 épisodes)
- 2005 : A Bear's Tail : Helen Hennerson (6 épisodes)
- 2007-2010 : Holby City : Faye Morton (169 épisodes)
- 2012-2013 : Lemon La Vida Loca : Elle-même
- 2020 : Agatha Raisin : Emma Comfrey (1 épisode)
- 2021 : McDonald et Dodds : Barbara Graham (1 épisode)
- 2023 : Meurtres au paradis : Bella Stableforth (1 épisode)
- 2023 : EastEnders : Emma Harding (21 épisodes)

#### Téléfilms
- 1982 : Les aventures de Pollyanna (The Adventures of Pollyanna) : Pollyanna
- 1991 : Does This Mean We're Married ? (Les époux ripoux), (Un drôle de contrat) de Carol Wiseman : Deena
- 1993 : Full Eclipse : Casey Spencer
- 1994 : Fortitude : Deirdre
- 1995 : Love & Betrayal: Mia Farrow Story : Mia Farrow
- 2001 : Recherche jeune femme aimant danser : Darcy Scott
- 2004 : A Bear's Christmas Tail : Helen Hennerson

## Voix françaises
- Virginie Ledieu dans L'arme fatale 2 (1989)
- Dorothée Jemma dans Dream Man (1995)